# アンヌ・ドルヴァル
アンヌ・ドルヴァル（Anne Dorval、1960年11月8日 - ）は、フランス系カナダ人の女優。

## 経歴
1960年11月8日、ケベック州に生まれる。2009年、グザヴィエ・ドランの監督デビュー作『マイ・マザー』に出演する。2014年には『Mommy/マミー』で主演を務めた。

## フィルモグラフィー

### 映画
- マイ・マザー（2009年）
- 胸騒ぎの恋人（2010年）
- Mommy/マミー（2014年）
- あさがくるまえに（2017年）
- マティアス&マキシム Matthias & Maxime (2019年)